# بول سوفوس إبشتاين
بول سوفوس إبشتاين (بالألمانية: Paul Sophus Epstein)‏ كان فيزيائيًا روسيًا أمريكيًا في الرياضيات. وكان معروفا لإسهاماته في تطوير ميكانيكا الكم، وهي جزء من مجموعة ضمت لورنتس، أينشتاين، مينكوفسكي، طومسون، روذرفورد، سمرفيلد، رونتغن، فون لاوي، بور، دي بروي، بول إهرنفست وشفارنسشيلد.